# Eugeni Aulet Soler
Eugeni Aulet Soler (Barcelona, 1867 - Olot, la Garrotxa, 15 de maig de 1929), fou un naturalista i escriptor català.
Va estudiar a la Universitat de Barcelona la llicenciatura de Ciències fisicoquímiques, doctorant-se en aquesta especialitat a la Universitat Central de Madrid, l'única que fins al 1954 conferia el títol de doctor i on el 1885 va doctorar-se en Ciències naturals, amb la tesi «Consideraciones acerca del perfeccionamiento de que son susceptibles los ensayos analíticos en mineralogía». Va sentir vocació per al sacerdoci, i va ingressar al Seminari Conciliar de Barcelona, del qual va passar a ocupar, com a auxiliar, la càtedra de Física de la Universitat barcelonina. De 1897 a 1904 va ser catedràtic d'Història Natural a l'Institut d'Osca, on es va encarregar també del funcionament i la recollida de dades de l'Observatori Meteorològic i Astronòmic instal·lat al mateix Institut. Al Seminari Conciliar d'aquesta ciutat aragonesa va professar durant la seva residència la càtedra de Llengua hebrea. Prèvia unes segones i no menys brillants oposicions, va guanyar la càtedra de Fisiologia i Història natural de l'Institut de Tarragona, passant a ocupar la de Girona, en virtut del trasllat, el 1917, sent nomenat el 1925 director de l'Institut de la pròpia ciutat.
Dotat de cultura vastíssima i complexa i home d'una laboriositat i d'un mètode exemplars, es distingí profundament en les més variades branques del saber humà, dominant el mateix les llengües clàssiques i les principals d'Europa que els principis més encimbellats de les matemàtiques, els secrets de la química i les més rares espècies de la història natural. Era singular en el doctor Aulet la seva explicació fàcil, diàfana i tangible, susceptible d'aconseguir capacitar-se dels principis de la ciència més difícils les intel·ligències menys agudes.
Va deixar publicades diverses obres de notori valor didàctic, entre les quals Memorandum de mineralogia general, Memorandum de mineralogia descriptiva, i Apunts de Fisiologia, i diverses inèdites relatives a zoologia, botànica i geologia, així com alguns assajos literaris i unes traduccions al castellà de diverses obres del seu germà polític Marià Vayreda. Té publicada una novel·la, Como a hermanos, basada en la batalla de Trafalgar; diversos sermons, en alguns dels quals abunden l'originalitat del tema, i diversos articles periodístics.
A la mort del naturalista olotí Estanislau Vayreda, germà de Marià Vayreda, Aulet va assabentar-se que una entitat barcelonina feia gestions per tenir el seu herbari, de milers de plecs i ell va encarregar-se de gestionar la cessió de l'herbari al Museu-Biblioteca d'Olot per tal que l'herbari es quedés a Olot. Tot i l'interès de l'Institut Botànic de Barcelona per disposar de l'herbari i la intenció de la família Vayreda que la cessió al museu olotí fos només en dipòsit, en no tenir cap document que ho acredités, les gestions per al trasllat van allargar-se tres dècades.